# Grigorij Aleksejevič Aleksandrov
Grigorij Aleksejevič Aleksandrov (rusko Григорий Алексеевич Александров), sovjetski general, * 1902, † 1981.